# Oryctes cherlonneixi
Oryctes cherlonneixi är en skalbaggsart som beskrevs av Roger Paul Dechambre 1996. Oryctes cherlonneixi ingår i släktet Oryctes och familjen Dynastidae. Inga underarter finns listade i Catalogue of Life.